# Sacristía-relicario del Real Alcázar de Madrid
La sacristía-relicario del Alcázar de Madrid fue un conjunto de estancias bajo la capilla del edificio destinadas a albergar vestiduras y objetos sagrados así como valiosas reliquias atesoradas por los reyes de España.

## Historia

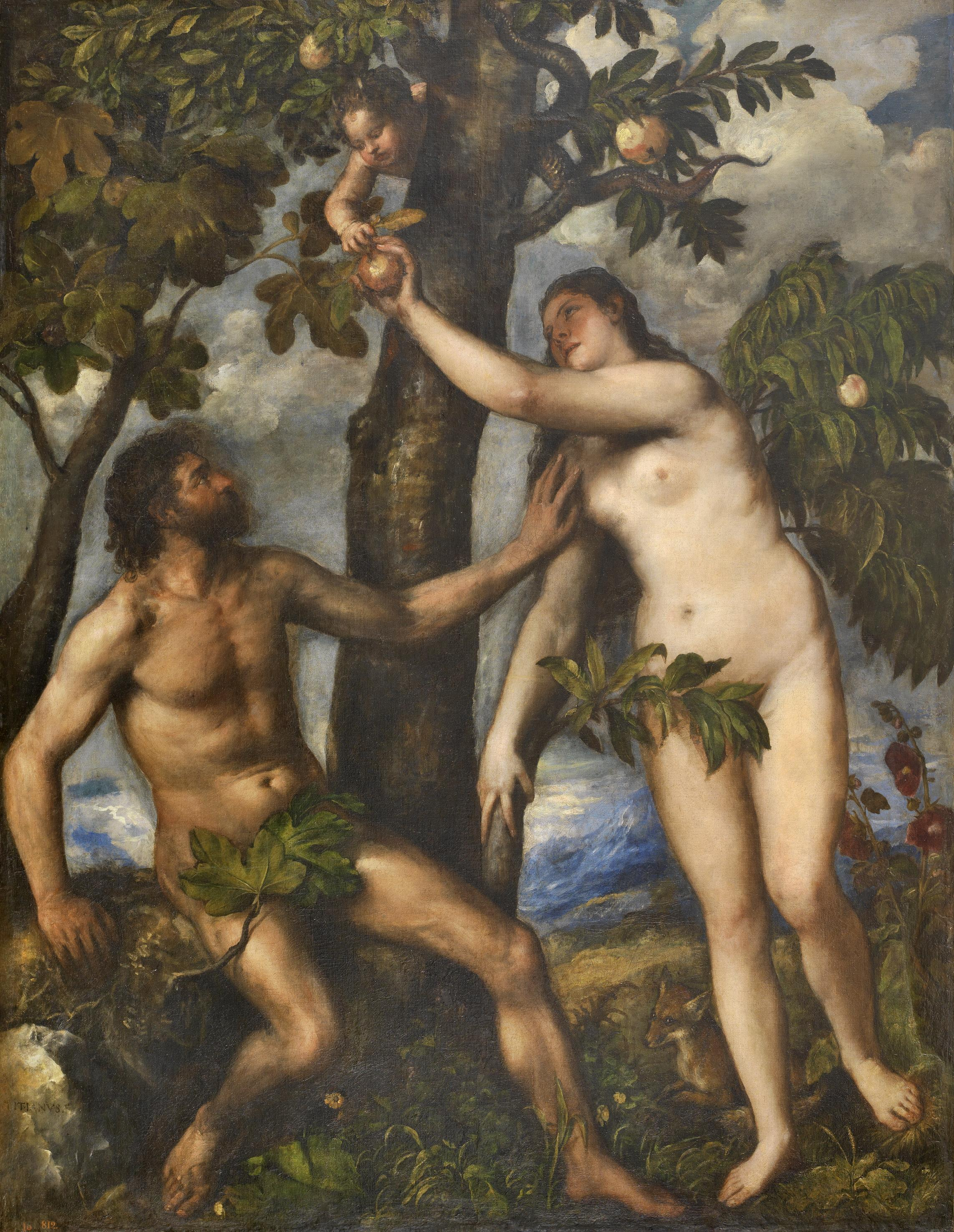
Adán y Eva de Tiziano que colgaba en la sacristía en el reinado de Felipe II.

Desde las reformas del siglo XVI ordenadas por Carlos I de España en el Alcázar de Madrid, la parte inferior de la capilla del edificio albergaba la sacristía. En esta estuvo colgada la pintura Adán y Eva en el paraíso de Tiziano desde finales del siglo XVI.
Por otro lado, hasta 1639 las reliquias se encontraban albergadas en el altar de la capilla del Alcázar, así como en una capilla anexa al guardajoyas situado en la crujía oeste de la planta baja.
En ese año, con motivo de la instalación permanente del Santísimo Sacramento a la capilla del Alcázar, se transformaría la parte inferior de la capilla, hasta entonces destinada a sacristía, para que permitiera albergar las reliquias. La obra sería llevada a cabo por Alonso Carbonel.
La transformación consistió en enriquecer las paredes con mármoles de colores y pintar las bóvedas. También se fabricaron tres retablos según diseño de Carbonel. Los retablos eran de jaspes, maderas finas, mármoles y bronces.
Estos tres retablos se acabaron en 1643.
En el relicario se encontraba la conocida como Flor de Lis, una obra de joyería francesa que contenía diversas reliquias de gran valor, entre los que se contaba un Lignum Crucis. Esta joya-relicario habría sido parte del rescate pagado a Carlos I de España en 1530 por Francisco I de Francia.
En 1721, Agustín Piedra, capellán de honor del Rey, hizo un libro inventario sobre las reliquias del relicario.

El incendio de 1724 supondría la destrucción del relicario, así como de la mayor parte del Alcázar. De acuerdo con el diario de Félix de Salabert y Aguerri, marqués de la Torrecilla, en la primera noche del incendio, del 24 al 25 de diciembre se tardaron más de tres horas en conseguir entrar al relicario por estar cerradas sus puertas. Los días 28 y 29 de diciembre se continuó la búsqueda de reliquias y vasos sagrados. Se salvaron distintas piezas, incluyendo una cabeza de Santa Ana y el relicario de la Flor de Lis. Según el relato del marqués de la Torrecilla, respecto de esta última joya-relicario que contenía una cabeza de uno de los clavos de Cristo: 
el cual pidieron los peones se les diese á adorar ó que no trabajarían, lo que se les concedió.

## Descripción

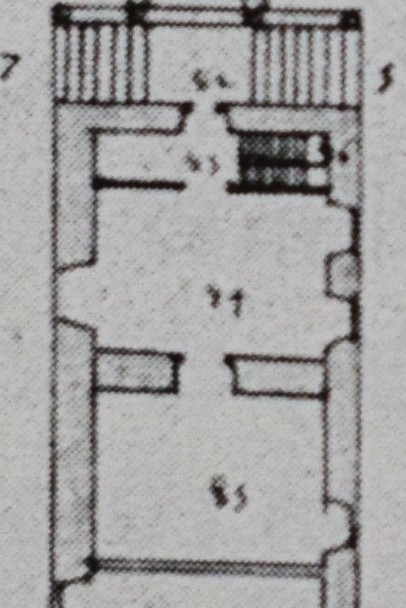
Planta del relicario: (83) pieza de paso, (84) primera sala, sacristía o anterelicario y (85) segunda sala o relicario.

El conjunto estaba formado por una primera estancia de paso, de pequeñas dimensiones a la que se accedía por unas escaleras situadas tras el altar de la capilla y después por dos salas de mayor tamaño (sacristía y relicario).
La primera de las dos salas hacía las veces de antesala y sacristía. Contaba con una decoración al temple en la bóveda pintada por Jusepe Leonardo y Félix Castelo. El tema de la bóveda era la Asunción de la Virgen, rodeada por las cuatro virtudes teologales y distintos profetas. Las paredes estaban chapeadas con mármoles y jaspes.
La segunda de las salas constituía el relicario en sentido estricto. En esta sala se encontraban los tres retablos, cada uno de ellos albergaba un lienzo de grandes dimensiones. La bóveda, pintada al temple por Jusepe Leonardo, tenía como motivo una gloria con el Cordero Místico rodeado por ángeles. En las esquinas de la bóveda se pintaron ángeles con herramientas de la Pasión. Esta bóveda fue acabada por Ángelo Nardi en 1648.
Esta segunda sala podía contemplarse desde el patio del rey (situado al oeste) del Alcázar, a través de una reja.

El conjunto fue descrito por Cosme de Médici (futuro gran duque de Toscana como Cosme III) en su viaje a España de la forma siguiente:
…. Detrás del altar mayor se baja por una escalerilla angostisima de dos ramales a la sacristía, de la cual se pasa a una capillita, donde se conservan las reliquias. Esta capillita tiene cada uno de los tres lados (pues el cuarto está ocupado por la puerta que se abre al plano de soportales de bajo, puerta cerrada por una gruesa verja) adornado por una arquitectura corintia, de seis columnas por parte, de jaspe verde de los Pirineos, con bases y capiteles de metal dorado. Los frisos, las cornisas, y todos los demás vanos de la indicada arquitectura, están llenos de reliquias conservadas en ricas custodias, con esta sola diferencia, que del lado del medio, correspondiente a la puerta, tiene en su parte más aparente la flor de lis, o sea un lirio de oro, lleno en el medio de reliquias y contorneado de perlas gruesas y otras joyas, que son parte del rescate de Francisco I rey de Francia.

### Individuales
1. ↑  Castaño Perea, 2007, p. 360.
2. ↑  Martín, Fernando A. (2012). «Unos relicarios curiosos: relicarios calendarios». Estudios de platería (Fundación Caja Murcia): 299-300. ISBN 978-84-15463-20-7. Consultado el 4 de enero de 2022.
3. ↑  Castaño Perea, 2007, p. 395.
4. ↑  Domínguez Ortiz, Antonio (1982). «Introducción al testamento de Carlos II». Testamento de Carlos II. Madrid: Ministerio de Educación. p. LIII. ISBN 84-276-0610-9. Consultado el 4 de enero de 2022.
5. ↑  Bottineau, Yves (1956). «L'Alcázar de Madrid et l'inventaire de 1686. Aspects de la cour d'Espagne au XVIIe siècle.». Bulletin hispanique 58 (4): 422. doi:10.3406/hispa.1956.3501. Consultado el 4 de enero de 2022.
6. ↑  Transcrito en Díaz Pascual, Clara (16 de febrero de 2016). «El Alcázar de Madrid • Arte y Fuego». Diario de a bordo. Consultado el 4 de enero de 2022.
7. ↑  Martín, Fernando A. (2012). «Unos relicarios curiosos: relicarios calendarios». Estudios de platería (Fundación Caja Murcia): 299-300. ISBN 978-84-15463-20-7. Consultado el 4 de enero de 2022.
8. ↑  Citado en Castaño Perea, 2007, pp. 396-397